# Pecos (tafeltennis)
Pecos is een Nederlandse tafeltennisclub uit Oegstgeest. Het eerste mannenteam van Pecos speelt in de eredivisie. De 2e en 3e mannenteams spelen in de Eerste divisie. Ted van den Berg bekleedt de rol van clubvoorzitter.
Het eerste mannenteam van Pecos eindigde de najaarscompetitie van 2008 als nummer drie in de eredivisie en behaalde daarmee de beste prestatie in haar clubhistorie. In de play-offs om de najaarstitel werd het in de halve finales uitgeschakeld door de latere kampioen FVT.

## Selectiespelers
Onder meer de volgende spelers speelden minimaal één wedstrijd voor Pecos in de eredivisie:
| - Merijn de Bruin - Bob Franssen - Robert Kruijt - Casper ter Lüün - Maroun Nader - Tony Nader - Frank Rengenhart | - Anran Tan - Werff Thomas - Rene Waterreus - Jop van der Wiel - Siem van der Valk |